# Guidimouni
Guidimouni este o comună rurală din departamentul Mirriah, regiunea Zinder, Niger, cu o populație de 38.923 de locuitori (2001).